# Aloe steudneri
Aloe steudneri é uma espécie de liliopsida do gênero Aloe, pertencente à família Asphodelaceae.